# Philotarsopsis basipunctata
Philotarsopsis basipunctata är en insektsart som först beskrevs av Thornton, Wong och Courtenay N. Smithers 1977.  Philotarsopsis basipunctata ingår i släktet Philotarsopsis och familjen gluggmärkestövsländor. Inga underarter finns listade i Catalogue of Life.